# ないすがわないす
ないすがわないす（男性12月2日 - ）は、日本のプロデューサー、キャラクターデザイナー。
2009年、あかんたれのすけを始めとする3体のキャラクターを発表した。

## 作品
- あかんたれのすけ
- うさんくさのすけ
- ほ かすのすけ